# Flughafen Navegantes

i8
i11
i13
Der Flughafen Navegantes – Minister Victor Konder (Aeroporto Internacional de Navegantes – Ministro Victor Konder, (IATA-Code: NVT, ICAO-Code: SBNF)) liegt bei Navegantes und Itajaí in Santa Catarina (Brasilien). Betreiber des nach dem brasilianischen Verkehrsminister (1923–1926) Victor Konder benannten Flughafens ist die staatliche Infraero.

## Fluggesellschaften und Ziele
Der Flughafen wird von Azul Linhas Aéreas, Gol Transportes Aéreos und LATAM Airlines Brasil angeflogen und verbindet die Metropolregion mit dem Rest Brasiliens.

## Zwischenfälle
- Am 29. April 1977 verloren die Piloten einer NAMC YS-11A-202 der brasilianischen Cruzeiro do Sul (Luftfahrzeugkennzeichen PP-CTI) bei der Landung auf dem Flughafen Navegantes im Nebel die Kontrolle über das Flugzeug. Das Flugzeug geriet nach rechts von der Landebahn ab. Das linke Hauptfahrwerk sowie das Bugfahrwerk brachen zusammen. Die Maschine wurde irreparabel beschädigt. Die beiden Piloten, einzige Insassen auf dem Frachtflug, überlebten den Unfall.[5]

- Am 9. Februar 1998 überrollte eine Hawker Siddeley HS 748-281 2A LFD der brasilianischen Força Aérea Brasileira (FAB 2509) bei der Landung auf dem Flughafen Navegantes das Landebahnende und wurde irreparabel beschädigt. Alle 25 Insassen, sieben Besatzungsmitglieder und 18 Passagiere, überlebten den Unfall.[6]

## Verkehrszahlen
| Jahr | Fluggastaufkommen | Fluggastaufkommen | Luftfracht (Tonnen) (mit Luftpost) | Luftfracht (Tonnen) (mit Luftpost) | Flugbewegungen | Flugbewegungen |
| ---- | ----------------- | ----------------- | ---------------------------------- | ---------------------------------- | -------------- | -------------- |
| 2018 | 1.908.976         | +20,14 %          | 4.172                              | +113,25 %                          | 22.897         | +14,92 %       |
| 2017 | 1.588.921         | 0+8,01 %          | 1.956                              | 00–7,13 %                          | 19.924         | 0+3,38 %       |
| 2016 | 1.471.037         | 0–0,83 %          | 2.107                              | 0–17,95 %                          | 19.273         | 0–9,91 %       |
| 2015 | 1.483.308         | 0+9,75 %          | 2.567                              | 00–4,94 %                          | 21.393         | 0+3,33 %       |
| 2014 | 1.351.557         | +12,30 %          | 2.701                              | 0+44,21 %                          | 20.704         | –11,96 %       |
| 2013 | 1.203.561         | 0–5,79 %          | 1.873                              | 00+8,13 %                          | 23.517         | 0–3,95 %       |
| 2012 | 1.277.486         | 0+9,38 %          | 1.732                              | 00+2,48 %                          | 24.485         | +13,03 %       |
| 2011 | 1.167.898         | +37,00 %          | 1.690                              | 0+24,80 %                          | 21.662         | +34,60 %       |
| 2010 | 852.487           | +43,54 %          | 1.354                              | 0+53,17 %                          | 16.094         | +32,74 %       |
| 2009 | 593.900           | +,50 07%          | 884                                | 00–4,12 %                          | 12.124         | 0+3,58 %       |
| 2008 | 395.743           | 0–5,58 %          | 922                                | 0+12,99 %                          | 11.705         | +32,92 %       |
| 2007 | 419.113           | –10,21 %          | 816                                | 0–14,43 %                          | 8.806          | 0–4,75 %       |
| 2006 | 466.772           | 466.772           | 954                                | 954                                | 9.245          | 9.245          |

1. ↑  Ab 2010 wird auch Transitfracht berücksichtigt.